# San Vincenzo Valle Roveto
San Vincenzo Valle Roveto település Olaszországban, Abruzzo régióban, L’Aquila megyében. Lakosainak száma 2087 fő (2023. január 1.). San Vincenzo Valle Roveto Balsorano, Collelongo, Veroli, Civita d’Antino és Morino községekkel határos.

## Népesség
A település lakossága az elmúlt években az alábbi módon változott:
| Lakosok száma | 2341 | 2299 | 2087 |
|               | 2017 | 2018 | 2023 |